# Bindenwaldsänger
Der Bindenwaldsänger (Myiothlypis bivittata, Syn.: Basileuterus bivittatus) ist ein kleiner Singvogel aus der Familie der Waldsänger (Parulidae).

## Merkmale
Die Flügelspannweite beträgt beim Männchen 6,1 bis 7,2 Zentimeter; bei dem Weibchen 6 bis 6,6 Zentimeter. Erwachsene Bindenwaldsänger und Jungvögel ab dem ersten Jahr tragen je nach Unterart einen gelben bis orangen Scheitelstreifen sowie schwarze Scheitelseitenstreifen. Das Oberseitengefieder ist olivgrün; das Unterseitengefieder gelb. Der Schnabel ist klein, spitz und schwärzlich-grau; die Füße tragen eine blassorange Farbe.

## Vorkommen

Verbreitungsgebiet des Bindenwaldsängers (grün)

Das Verbreitungsgebiet erstreckt sich von Venezuela über Guyana, Peru, Brasilien, Bolivien bis nach Argentinien. Dort kommen sie in kleinen Gruppen oder paarweise vor allem in subtropischen Nebelwäldern und insbesondere in Peru in Bambusdickichten in Höhen von 700 bis 1800 Metern vor.

## Unterarten
Es gibt drei anerkannte Unterarten:
- Myiothlypis bivittata bivittata (d’Orbigny & Lafresnaye, 1837) – Vom südlichen Peru bis nach Zentralbolivien
- Myiothlypis bivittata roraimae Sharpe, 1885 – Südliches Venezuela bis in den Westen von Guyana und den Norden von Brasilien
- Myiothlypis bivittata argentinae Zimmer, 1949 – Südzentralbolivien bis in den Norden von Argentinien